# Blauwbekken
Blauwbekken betekent dat men het vreselijk koud heeft. Als het lichaam erg afkoelt trekt het bloed zich terug naar de vitale lichaamsdelen. Daardoor ziet men er wat blauwig uit: de huid ziet er heel bleek uit en de aderen schijnen er blauwig door.  
Als men het koud heeft krijgt men rillingen, of gaat men klappertanden.
Als mensen ze zich niet warm aankleden krijgen ze het koud: het lichaam kan dan de warmte niet vasthouden.
Bij de nieuwjaarsduik zijn er door het koude zeewater veel mensen die na een duik aan het blauwbekken zijn.
Blauwbekken kan overgaan in hypothermie.